# Michnowce (Białoruś)
Michnowce (biał. Міхнаўцы, Michnaucy; ros. Михновцы, Michnowcy) – wieś na Białorusi, w obwodzie grodzieńskim, w rejonie lidzkim, w sielsowiecie Wawiórka.

## Historia
W XIX i w początkach XX w. położone były w Rosji, w guberni wileńskiej, w powiecie lidzkim, w gminie Wawerka/Myto.
W dwudziestoleciu międzywojennym leżały w Polsce, w województwie nowogródzkim, w powiecie lidzkim, w gminie Myto/Wawiórka. W 1921 miejscowość liczyła 163 mieszkańców, zamieszkałych w 32 budynkach, w tym 162 Polaków i 1 Białorusina. Wszyscy mieszkańcy byli wyznania rzymskokatolickiego.
Po II wojnie światowej w granicach Związku Sowieckiego. Od 1991 w niepodległej Białorusi.